# The Holborn
THE HOLBORN是位於香港香港島西灣河筲箕灣道1號的一個私人屋苑，由恆基兆業發展，於2022年12月入伙。
THE HOLBORN 細分A、B兩座，31層高，提供420伙，戶型由開放式至3房，實用面積介乎200至571平方呎。THE HOLBORN 位處港鐵西灣河站及太古站之間。項目亦自設住客會所 CLUB HOLBORN，連同園林面積逾1.2萬平方呎，以英式為主題，提供16項會所設施。
如按照《城市規劃條例》擬備的分區計劃，THE HOLBORN 和鄰近的嘉亨灣、鯉景灣所在地區則位於鰂魚涌。

## 歷史
THE HOLBORN 所在地前身為於1960年落成的太樂樓，位於太祥街2號及筲箕灣道1號，樓高11層，共提供150伙住宅單位。樓盤的地盤面積達13,713平方呎，現規劃為「住宅（甲類）」用途。發展商恒基兆業地產早於2011年起對物業單位展開收購，收購價由起初介乎約200多萬至近500萬元，升至2016年時的逾750萬元，收購呎價分別由約1.05萬至1.47萬元不等。恒地在2016年3月已持有該大廈約84.85%業權份數，便向法院申請對物業進行強拍，期間繼續收購，至2017年8月所持業權增至約87%。
法庭最終於2017年9月中批出強制拍賣令，同年10月底整棟大廈進行強拍。恒地於沒有競爭對手下成功以底價14.01億元投得，統一項目業權。項目屬舊契樓盤，無須申請預售樓花同意書，於2018年10月份獲屋宇署批出建築圖則，並在2020年7月份動工。
根據恒地在2021年3月公佈的年報指，項目計劃於2021年內開售。發展商最终在2021年7月28日公佈了項目正式名稱，不設中文名。發展商在2021年7月28日稱，項目的示範單位及售樓處將近完工，售樓說明書的籌備工作亦已接近尾聲，預料今年8份月有機會上載樓書。項目最終於2021年9月2日上載了售樓說明書，同月9日公佈了首張價單及開放示範單位予公眾參觀。

## 命名
恒基兆業營業（二）部總經理韓家輝指 THE HOLBORN 的意思來自倫敦的 Holborn，寓意傳承英倫的修養及優雅生活品味，將Holborn的英尚格調帶到港島東。

## 住宅
THE HOLBORN 的可建樓面面積為128,821平方呎，建有一幢住宅大廈，樓高31層（不設4樓、13樓、14樓及24樓），共配置三部升降機。大廈的住宅樓面面積約10,882.8平方米，3樓至頂層32樓屬住宅樓層（16樓設庇護層），分為A、B兩座，每層各設13至17伙單位（32樓設13伙；其他樓層各設16或17伙），合共提供420伙分層住宅。
單位的實用面積介乎200至571平方呎，樓底高度由3.05至3.825米，戶戶採用開放式廚房設計。多數單位配置露台，少數單位另設有工作平台。單位身的間隔涵蓋開放式至三房，當中包括開放式、1房2廳、2房2廳、3房連儲物室等四種。單位供應以開放式戶及一房戶為主，合共佔供應量逾91%。當中開放式戶有142伙；一房伙則設242伙。而兩房戶只有24伙，另有12伙屬特色單位。

## 屋苑設施
屋苑配套設施方面，THE HOLBORN 在地下高層、1樓及2樓設有面積約6,154平方呎住客會所 CLUB HOLBORN，提供包括健身室、Grand Lounge、宴會廳及都市農莊等16項設施。當中The Grand Lounge設有Fireplace。此外，項目在天台設有面積2,259平方呎綠化空間/園景區及休閒設施（包括BBQ爐）；於地下、地下高層及1樓另有4,218平方呎公用花園或遊樂地方。另外，屋苑提供15個車位。 
THE HOLBORN 的物業管理公司為尊家管業有限公司。

## 生活配套
THE HOLBORN 毗鄰鯉景灣的地下設有各式特色餐廳集聚區「蘇豪東」，以及超級市場與日常用品連鎖店，而於港鐵西灣河站一帶民生商店、食肆林立，銀行、熟食中心及街市亦一應俱全。
社區康樂設施方面，屋苑附近綠化空間眾多，附近有鰂魚涌公園、港島東體育館、西灣河體育館、西灣河遊樂場、西灣河文娛中心、鯉魚門公園及度假村等可供公眾使用。而屋苑附近亦坐立不少知名中小學及國際學府。
THE HOLBORN 鄰近大型商場太古城中心和康怡廣場以及太古坊核心商業區。

## 交通
THE HOLBORN 交通便利，來往港九新界各區均十分方便快捷。THE HOLBORN 距離港鐵西灣河站及太古站分别只約3分鐘和5分鐘步程，乘港鐵去銅鑼灣及中環只需12及18分鐘，而距離鄰近大型商場太古城中心和康怡廣場以及鰂魚涌太古坊核心商業區亦只是約10分鐘步程。
而鄰近的嘉亨灣基座地下西灣河有巴士直達銅鑼灣、金鐘、中環、赤柱等地。附近亦設置各類交通工具包括渡輪、巴士、小巴及電車，來往港九新界各區均十分方便快捷，故獲於不少於港島及九龍東工作讀書的租客垂青，尤其在中環、金鐘、灣仔及鰂魚涌上班的港漂及專業人士，同時亦吸引不少中產人士及區內和外區上車客定居於此 。

## 教育
THE HOLBORN 納入中學港島東區校網，而小學則隸屬14號校網，區內中小校舍林立，例如番禺會所華仁小學、香港嘉諾撒學校、蘇浙小學、北角官立小學及北角循道學校等；中學則有庇理羅士女子中學、嘉諾撒書院、張祝珊英文中學、香港中國婦女會中學、聖馬可中學、港島民生書院及筲箕灣官立中學等優良學校。屋苑亦鄰近香港韓國國際學校（Korean International School of Hong Kong）、德思齊加拿大國際學校（DSC International School Hong Kong）、鰂魚涌小學（Quarry Bay School）等國際學府。而由 THE HOLBORN 去香港大學和香港樹仁大學亦只需30分鐘。

## 同區屋苑
- 嘉亨灣（Grand Promenade）
- 逸濤灣（Les Saisons）
- 鯉景灣（Lei King Wan）